# Mindura maculipennis
Mindura maculipennis är en insektsart som beskrevs av Stsl 1870. Mindura maculipennis ingår i släktet Mindura och familjen Nogodinidae. Inga underarter finns listade i Catalogue of Life.